# 31e division de grenadiers
Pour les articles homonymes, voir 31e division.
La 31e division de grenadiers (en allemand : 31. Grenadier-Division ou 31. GD) est une des divisions d'infanterie de l'armée allemande (Wehrmacht) durant la Seconde Guerre mondiale.

## Historique
La 31e division de grenadiers est formée le 21 juillet 1944 à partir de la 550. Grenadier-(Sperr.)-Division et d'éléments survivants de la 31. Infanterie-Division détruite à l'Est de Minsk en juillet 1944 durant l'offensive d'été soviétique.
Elle est renommée 31. Volksgrenadier-Division le 9 octobre 1944.

## Organisation

### Commandants
| Date                                | Grade        | Commandant                 |
| ----------------------------------- | ------------ | -------------------------- |
| ? juin 1944 - 1er juillet 1944      | Generalmajor | Ernst König                |
| 1er juillet 1944 - ? septembre 1944 | Generalmajor | Hans-Joachim von Stolzmann |

## Théâtres d'opérations
- Front de l'Est, secteur Centre : Juin 1944 - Septembre 1944
- Front de l'Est, secteur Nord : Septembre 1944 - Octobre 1944

## Ordre de bataille
- Grenadier-Regiment 12
- Grenadier-Regiment 17
- Grenadier-Regiment 82
- Divisions-Füsilier-Kompanie 31
- Artilerie-Regiment 31
  - I. Abteilung
  - II. Abteilung
  - III. Abteilung
- Flak-Kompanie 31
- Sturmgeschütz-Abteilung 31
- Divisions-Einheiten 31